# عايلة عشر نجوم (مسرحية)
عايلة عشر نجوم مسرحية كوميدية كويتية

## القصة المسرحية
المسرحية تطرح فكرت زواج الكويتي بامراة عربية والقيود الموضوعة لذلك وزاج العربي من كويتية، والانسجام والتفاهم بينهم وختلفهم في أبسط الأمور الصغيرة التي تؤثرعلى حياتهم اليومية.

## بطولة
- أحمد بدير في دور «فهمي» مهندس ميكانيكي
- محمد العجيمي في دور «حمود» معلم مدرسة كويتي.
- عبد الناصر درويش في دور الحمى
- سعاد نصر في دور «فايزة»
- زهرة عرفات في دور «حصة»

### انتقادات
لم يوفق المؤلف بطرح فكرته بشكل متعمق كما اعتماد الممثلون على التهريج البعيد عن الكوميديا الهادفة والطرح الجاد، والمشاهد المسرحية المملة والثقيلة على الجمهور لان الانسجام لم يكن واضحا بين أحمد بدير وزهرة عرفات ولا بين محمد العجيمي وسعاد نصر
فأصبح كل واحد منهم يحاول اظهار خفة دمه بطريقة لم ترتق للمستوى المطلوب. من جهة أخرى اعتمد المؤلف على التطويل في مشاهد ثانوية ليس لها علاقة بالقضية المطروحة مما سبب نوعا من التشتيت الذهني للجمهور